# Julia Riera
| jaar | rang enkelspel | rang dubbelspel |
| ---- | -------------- | --------------- |
| 2019 | 1108           | 1361            |
| 2020 | 1201           | 1425            |
| 2021 | 654            | 1024            |
| 2022 | 260            | 423             |
| 2023 | 158            | 251             |

Julia Riera (Pergamino, 29 mei 2002) is een tennisspeelster uit Argentinië. Riera begon met tennis toen zij zeven jaar oud was. Haar favoriete ondergrond is hardcourt. Zij speelt rechtshandig en heeft een tweehandige backhand. Zij is actief in het internationale tennis sinds 2017.

## Loopbaan

### Enkelspel
Riera debuteerde in 2017 op het ITF-toernooi van Buenos Aires (Argentinië). Zij stond in 2021 voor het eerst in een finale, op het ITF-toernooi van Antalya (Turkije) – hier veroverde zij haar eerste titel, door de Spaanse Rosa Vicens Mas te verslaan. Tot op heden(juni 2024) won zij zeven ITF-titels, de meest recente in 2024 in Wiesbaden (Duitsland).
In 2022 kwalificeerde Riera zich voor het eerst voor een WTA-hoofdtoernooi, op het toernooi van Buenos Aires. Een week later, op het toernooi van Montevideo, won zij haar eerste WTA-partij. Op het WTA 250-toernooi van Rabat 2023 bereikte Riera de halve finale – daarmee haakte zij nipt aan bij de top 150 van de wereldranglijst. In 2024 doorstond zij het kwalificatietoernooi voor Roland Garros, waarna zij haar eerste optreden had op een grandslamtoernooi – zij verloor in de eerste ronde van de Roemeense Irina-Camelia Begu.
Haar hoogste notering op de WTA-ranglijst is de 93e plaats, die zij bereikte in mei 2024.

### Dubbelspel
Riera was in het dubbelspel minder actief dan in het enkelspel. Zij debuteerde in 2018 op het ITF-toernooi van Buenos Aires (Argentinië), samen met landgenote Luna Morini – zij bereikten er meteen de halve finale. Zij stond in 2022 voor het eerst in een finale, op het ITF-toernooi van Marbella (Spanje), geflankeerd door de Chileense Daniela Seguel – zij verloren van het Spaanse duo Jéssica Bouzas Maneiro en Leyre Romero Gormaz. In 2023 veroverde Riera haar eerste titel, op het ITF-toernooi van Sopó (Colombia), samen met landgenote Guillermina Naya, door het duo Victoria Hu en Melany Krywoj te verslaan. Tot op heden(juni 2024) won zij twee ITF-titels, de andere in 2023 in Brasilia (Brazilië).
In 2022 speelde Riera voor het eerst op een WTA-hoofdtoernooi, op het toernooi van Buenos Aires, samen met landgenote Martina Capurro Taborda. Zij stond in 2023 voor het eerst in een WTA-finale, op het WTA 125-toernooi van Montevideo, samen met landgenote María Lourdes Carlé – hier veroverde zij haar eerste titel, door het koppel Freya Christie en Yuliana Lizarazo te verslaan.

### Tennis in teamverband
In de periode 2022–2024 maakte Riera deel uit van het Argentijnse Fed Cup-team – zij vergaarde daar een winst/verlies-balans van 14–4.

## Resultaten grandslamtoernooien
| Legenda | Legenda                          |
| ------- | -------------------------------- |
| g.t.    | geen toernooi gehouden           |
| l.c.    | lagere categorie                 |
| –       | niet deelgenomen                 |
| G       | uitgeschakeld in de groepsfase   |
| 1R      | uitgeschakeld in de eerste ronde |
| 2R      | uitgeschakeld in de tweede ronde |
| 3R      | uitgeschakeld in de derde ronde  |
| 4R      | uitgeschakeld in de vierde ronde |
| KF      | uitgeschakeld in de kwartfinale  |
| HF      | uitgeschakeld in de halve finale |
| F       | de finale verloren               |
| W       | het toernooi gewonnen            |
| w-v     | winst/verlies-balans             |

### Enkelspel
| toernooi        | 2024 |
| --------------- | ---- |
| Australian Open | –    |
| Roland Garros   | 1R   |
| Wimbledon       | 1R   |
| US Open         |      |

## Palmares
| Legenda                 |
| ----------------------- |
| Grandslamtoernooi       |
| Olympische Spelen       |
| Year-End Championships  |
| Premier Mandatory       |
| Premier Five / WTA 1000 |
| Premier / WTA 500       |
| International / WTA 250 |
| Challenger / WTA 125    |

### WTA-finaleplaatsen enkelspel
geen

### WTA-finaleplaatsen vrouwendubbelspel
| nr.              | finale     | toernooi       | ondergrond | partner             | tegenstandsters                 | score    |         |
| ---------------- | ---------- | -------------- | ---------- | ------------------- | ------------------------------- | -------- | ------- |
| gewonnen finales |            |                |            |                     |                                 |          |         |
| 1.               | 2023-12-10 | WTA Montevideo | gravel     | María Lourdes Carlé | Freya Christie Yuliana Lizarazo | 7-6, 7-5 | details |
| verloren finales |            |                |            |                     |                                 |          |         |
| 1.               | 2024-07-14 | WTA Båstad     | gravel     | María Lourdes Carlé | Peangtarn Plipuech Tsao Chia-yi | 5-7, 3-6 | details |

### Gewonnen ITF-toernooien enkelspel
| nr. | finale     | toernooi  | dotatie   | ondergrond | tegenstandster in finale | score         |
| --- | ---------- | --------- | --------- | ---------- | ------------------------ | ------------- |
| 1.  | 2021-10-31 | Antalya   | $ 15.000  | gravel     | Rosa Vicens Mas          | 6-4, 5-7, 7-6 |
| 2.  | 2021-11-07 | Antalya   | $ 15.000  | gravel     | Tian Fangran             | 7-6, 6-1      |
| 3.  | 2022-09-04 | Triëst    | $ 25.000  | gravel     | Oana Georgeta Simion     | 6-1, 6-4      |
| 4.  | 2023-04-23 | Guayaquil | $ 25.000  | gravel     | Francesca Jones          | 6-2, 7-5      |
| 5.  | 2023-04-30 | Guayaquil | $ 25.000  | gravel     | Solana Sierra            | 6-4, 4-6, 6-4 |
| 6.  | 2024-04-21 | Chiasso   | $ 60.000  | gravel     | Anna Bondár              | 6-3, 7-6      |
| 7.  | 2024-05-05 | Wiesbaden | $ 100.000 | gravel     | Jule Niemeier            | 3-6, 6-3, 6-2 |